# John Shelley (7e baronnet)
John Villiers Shelley, 7e baronnet (18 mars 1808 - 28 janvier 1867) est un propriétaire foncier et homme politique conservateur anglais.

## Jeunesse

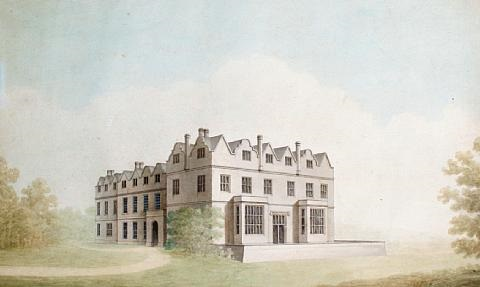
Maresfield Park v. 1850

Il est le fils aîné de John Shelley (6e baronnet) et de Frances Winkley (1787–1873), chroniqueur réputé et ami proche du duc de Wellington. Il est le frère de Frederic Shelley (8e baronnet) (en) et Adolphus Edward Shelley, le premier vérificateur général de Hong Kong.
Shelley fait ses études à la Charterhouse School.

## Carrière
Il rejoint les Royal Horse Guards en 1825 en tant qu'enseigne et devient lieutenant en 1828. Il est muté comme lieutenant au 20th Foot en 1830, passe en demi-solde au 60th Foot en 1831 et prend sa retraite en 1832. Il sert comme lieutenant-colonel du 46th Middlesex Rifle Volunteers de 1861 à sa mort.
Il est élu aux élections générales de 1830 en tant que député de Gatton dans le Surrey, puis aux élections générales de 1831 comme député de Great Grimsby mais ne se présente pas à l'élection générale de 1832.
Il ne se représente pas jusqu'à ce qu'il se présente sans succès aux élections générales de 1841 dans l'East Sussex. À la mort du 6e baronnet le 28 mars 1852, il devient le 7e baronnet Shelley de Michelgrove, héritant de Maresfield Park dans le Sussex.
Shelley revient aux Communes après une absence de vingt ans lorsqu'il est élu aux élections générales de 1852 en tant que député de Westminster où il est réélu en 1857 et 1859. Il ne se représente pas à Westminster aux élections générales de 1865, et se présente à Bridgwater, mais sans succès.

## Vie privée
En 1832, Shelley épouse Louisa Knight, la fille du révérend Samuel Johnes Chevalier de Henley Hall, Shropshire. Ils ont une fille unique:
- Blanche Henrietta Shelley (1835–1898), qui épouse Hervey Charles Pechell, un frère de l'amiral Mark Robert Pechell et fils d'Horace Robert Pechell et Caroline Mary Kerr (fille de Mark Kerr et Charlotte Kerr, 3e comtesse d'Antrim), en 1874[7].

Il meurt de la goutte en 1867. À sa mort, le titre de baronnet passe à son frère Frédéric, bien qu'il lègue Maresfield Hall à Blanche, qui épouse Hervey Charles Pechell en 1874 et n'y élit jamais résidence. Pechell laisse Maresfield Park au prince Alexander Münster en 1899. Münster, qui épouse Muriel Hay (une fille de George Hay-Drummond (12e comte de Kinnoull), vit à Maresfield tandis que Pechell et Blanche résident à Bellagio en Italie.